# Stefano Modena
Stefano Modena, italijanski dirkač Formule 1, *12. maj 1963, Modena, Italija.
Stefano Modena je upokojeni italijanski dirkač Formule 1, kjer je debitiral v sezoni 1987, toda nastopil je le na eni dirki, kjer je odstopil. Tudi v sezoni 1988 ni osvojil točk, zato pa je osvojil tretje mesto na Veliki nagradi Monaka v sezoni 1989, kar je njegova druga najboljša uvrstitev kariere. Najboljšo uvrstitev je dosegel z drugim mestom na Veliki nagradi Kanade v sezoni 1991. Po le enem šestem mestu v sezoni 1992 se je upokojil.

## Popolni rezultati Formule 1
(legenda) (odebeljene dirke pomenijo najboljši štartni položaj, poševne pa najhitrejši krog, †-uvrščen kljub odstopu)
| Leto | Moštvo                    | Šasija         | Motor       | 1       | 2       | 3       | 4       | 5       | 6        | 7       | 8       | 9       | 10      | 11      | 12      | 13      | 14      | 15      | 16      | Prv | Toč |
| ---- | ------------------------- | -------------- | ----------- | ------- | ------- | ------- | ------- | ------- | -------- | ------- | ------- | ------- | ------- | ------- | ------- | ------- | ------- | ------- | ------- | --- | --- |
| 1987 | Motor Racing Developments | Brabham BT56   | BMW Str-4   | BRA     | SMR     | BEL     | MON     | VZDA    | FRA      | VB      | NEM     | MAD     | AVT     | ITA     | POR     | ŠPA     | MEH     | JAP     | AVS Ret | -   | 0   |
| 1988 | EuroBrun Racing           | EuroBrun ER188 | Cosworth V8 | BRA Ret | SMR NC  | MON EX  | MEH EX  | KAN 12  | VZDA Ret | FRA 14  | VB 12   | NEM Ret | MAD 11  | BEL DNQ | ITA DNQ | POR DNQ | ŠPA 13  | JAP DNQ | AVS Ret | -   | 0   |
| 1989 | Motor Racing Developments | Brabham BT58   | Judd V8     | BRA Ret | SMR Ret | MON 3   | MEH 10  | ZDA Ret | KAN Ret  | FRA Ret | VB Ret  | NEM Ret | MAD 11  | BEL Ret | ITA EX  | POR 14  | ŠPA Ret | JAP Ret | AVS 8   | 16. | 4   |
| 1990 | Motor Racing Developments | Brabham BT58   | Judd V8     | ZDA 5   | BRA Ret |         |         |         |          |         |         |         |         |         |         |         |         |         |         | 16. | 2   |
| 1990 | Motor Racing Developments | Brabham BT59   | Judd V8     |         |         | SMR Ret | MON Ret | KAN 7   | MEH 11   | FRA 13  | VB 9    | NEM Ret | MAD Ret | BEL 17  | ITA Ret | POR Ret | ŠPA Ret | JAP Ret | AVS 12  | 16. | 2   |
| 1991 | Braun Tyrrell Honda       | Tyrrell 020    | Honda V10   | ZDA 4   | BRA Ret | SMR Ret | MON Ret | KAN 2   | MEH 11   | FRA Ret | VB 7    | NEM 13  | MAD 12  | BEL Ret | ITA Ret | POR Ret | ŠPA 16  | JAP 6   | AVS 10  | 8.  | 10  |
| 1992 | Sasol Jordan Yamaha       | Jordan 192     | Yamaha V12  | JAR DNQ | MEH Ret | BRA Ret | ŠPA DNQ | SMR Ret | MON Ret  | KAN Ret | FRA Ret | VB Ret  | NEM DNQ | MAD Ret | BEL 15  | ITA DNQ | POR 13  | JAP 7   | AVS 6   | 17. | 1   |